# 가지야 렌
가지야 렌(일본어: 加治屋 蓮, 1991년 11월 25일 ~ )은 일본의 야구 선수이자, 현 퍼시픽 리그 후쿠오카 소프트뱅크 호크스의 소속 선수(투수)이다.